# Wahl zur Stadtverordnetenversammlung von Groß-Berlin 1933
- KPD: 44
- SPD: 50
- DStP: 4
- Z: 11
- CSVD: 1
- DVP: 2
- KSWR: 27
- NSDAP: 86

Die Wahl zur Stadtverordnetenversammlung von Berlin 1933 fand am 12. März 1933 statt.
Die Nationalsozialistische Deutsche Arbeiterpartei (NSDAP) konnte einen enormen Zuwachs von mehr als 30 Prozentpunkten verbuchen und stieg zur stärksten Kraft auf.
Die SPD rutschte mit knapp über 20 Prozent auf den zweiten Platz, weiterhin gefolgt von der Kommunistischen Partei Deutschlands (KPD).
Die Deutschnationale Volkspartei trat bei dieser Wahl als Kampffront Schwarz-Weiß-Rot (KSWR) auf und musste ebenso wie die SPD und KPD Stimmenverluste von mehr als fünf Prozentpunkten hinnehmen.
Als einzige Partei neben der NSDAP konnte die Deutsche Zentrumspartei Gewinne für sich verbuchen – allerdings nur geringfügig.
Die Deutsche Staatspartei (DStP), welche in der Vergangenheit als Deutsche Demokratische Partei firmierte, erlitt mit einem Minus von vier Prozentpunkten herbe Verluste, ebenso die Deutsche Volkspartei (DVP), welche mit weniger als einem Prozent ihr schlechtestes Ergebnis einfuhr.
Der Christlich-Soziale Volksdienst (CSVD) verlor rund die Hälfte seiner Stimmen, erlangte jedoch einen Abgeordneten.

## Wahlvorschläge
Zur Stadtverordnetenwahl 1933 reichten insgesamt 16 Parteien oder Gruppierungen Kreiswahlvorschläge ein. Darunter waren sieben Parteien, die bereits bei der letzten Wahl teilgenommen haben, unter diesen der Freibund des Handwerks, Kleinhandels und Gewerbes, die Deutsche Demokratische Partei, die sich am 9. November 1930 als Deutsche Staatspartei neugegründet hatte und der Christlich-Soziale Volksdienst der 1929 noch als Christlicher Volksdienst angetreten war. Die Deutschnationale Volkspartei trat, wie schon bei der Reichstagswahl eine Woche zuvor im Wahlbündnis Kampffront Schwarz-Weiß-Rot an, das im Februar 1933 von der DNVP, und dem Stahlhelm gegründet worden war. Neun der sechzehn Parteien reichten in allen fünfzehn Wahlkreisen einen Kreiswahlvorschlag ein, zwei in 14 und die Radikaldemokratische Partei in dreizehn Wahlkreisen. Die Radikalsoziale Partei und die Liste Handel, Handwerk und Gewerbe reichten in jeweils nur einem Wahlkreis einen Kreiswahlvorschlag ein.
Mit Ausnahme des Wahlvorschlags Handel, Handwerk und Gewerbe haben alle Parteien zusätzlich noch einen Stadtwahlvorschlag eingereicht, an den die Kreiswahlvorschläge der jeweils gleichnamigen Partei angeschlossen waren. Bei der Sitzzuteilung wurden die Reststimmen, die bei der Sitzzuteilung in den Wahlkreisen noch nicht berücksichtigt wurden, auf die jeweils angeschlossenen Stadtwahlvorschläge übertragen, sodass die Parteien über diese noch Mandate gewinnen konnten. Die Liste Handel, Handwerk und Gewerbe war an den Stadtwahlvorschlag des Kampfbundes für Handwerk, Handel und Gewerbe angeschlossen.
Darüber hinaus gab es noch eine Listenverbindung. So waren die Stadtwahlvorschläge der Deutschen Zentrumspartei, des Kampfbundes für Handwerk, Handel und Gewerbe, der Deutschen Volkspartei, des Christlich-Sozialen Volksdienstes und des Freibundes des Handwerks, Kleinhandels und Gewerbes miteinander verbunden. Die verbundenen Stadtwahlvorschläge galten bei der Sitzzuteilung den anderen Stadtwahlvorschlägen gegenüber als ein Wahlvorschlag.
| Kreiswahlvorschlag                                                                               | Wahlkreis | Wahlkreis | Wahlkreis | Wahlkreis | Wahlkreis | Wahlkreis | Wahlkreis | Wahlkreis | Wahlkreis | Wahlkreis | Wahlkreis | Wahlkreis | Wahlkreis | Wahlkreis | Wahlkreis | Stadtwahlvorschlag                                                                               |
| Kreiswahlvorschlag                                                                               | I         | II        | III       | IV        | V         | VI        | VII       | VIII      | IX        | X         | XI        | XII       | XIII      | XIV       | XV        | Stadtwahlvorschlag                                                                               |
| ------------------------------------------------------------------------------------------------ | --------- | --------- | --------- | --------- | --------- | --------- | --------- | --------- | --------- | --------- | --------- | --------- | --------- | --------- | --------- | ------------------------------------------------------------------------------------------------ |
| Nationalsozialistische Deutsche Arbeiterpartei (NSDAP)                                           |           |           |           |           |           |           |           |           |           |           |           |           |           |           |           | Nationalsozialistische Deutsche Arbeiterpartei (NSDAP)                                           |
| Sozialdemokratische Partei Deutschlands (SPD)                                                    |           |           |           |           |           |           |           |           |           |           |           |           |           |           |           | Sozialdemokratische Partei Deutschlands (SPD)                                                    |
| Kommunistische Partei Deutschlands (KPD)                                                         |           |           |           |           |           |           |           |           |           |           |           |           |           |           |           | Kommunistische Partei Deutschlands (KPD)                                                         |
| Deutsche Zentrumspartei (Z)                                                                      |           |           |           |           |           |           |           |           |           |           |           |           |           |           |           | Deutsche Zentrumspartei 1 (Z)                                                                    |
| Kampffront Schwarz-Weiß-Rot (KSWR)                                                               |           |           |           |           |           |           |           |           |           |           |           |           |           |           |           | Kampffront Schwarz-Weiß-Rot (KSWR)                                                               |
| Deutsche Volkspartei (DVP)                                                                       |           |           |           |           |           |           |           |           |           |           |           |           |           |           |           | Deutsche Volkspartei 1 (DVP)                                                                     |
| Christlich-Sozialer Volksdienst (Evangelische Bewegung) (CSVD)                                   |           |           |           |           |           |           |           |           |           |           |           |           |           |           |           | Christlich-Sozialer Volksdienst (Evangelische Bewegung) 1 (CSVD)                                 |
| Deutsche Staatspartei (DStP)                                                                     |           |           |           |           |           |           |           |           |           |           |           |           |           |           |           | Deutsche Staatspartei (DStP)                                                                     |
| Freibund des Handwerks, Kleinhandels und Gewerbes (FHKG)                                         |           |           |           |           |           |           |           |           |           |           |           |           |           |           |           | Freibund des Handwerks, Kleinhandels und Gewerbes 1 (FHKG)                                       |
| Wehrwolf (Ww.)                                                                                   |           |           |           |           |           |           |           |           |           |           |           |           |           |           |           | Wehrwolf (Ww.)                                                                                   |
| Radikalsoziale Partei (RSP)                                                                      |           |           |           |           |           |           |           |           |           |           |           |           |           |           |           | Radikalsoziale Partei (RSP)                                                                      |
| Radikaldemokratische Partei (RDP)                                                                |           |           |           |           |           |           |           |           |           |           |           |           |           |           |           | Radikaldemokratische Partei (RDP)                                                                |
| Einheitsliste der Werktätigen                                                                    |           |           |           |           |           |           |           |           |           |           |           |           |           |           |           | Einheitsliste der Werktätigen                                                                    |
| Mit Hindenburg für ein nationales Berlin (Vereinigte vaterländische Verbände und Vereine) (MHNB) |           |           |           |           |           |           |           |           |           |           |           |           |           |           |           | Mit Hindenburg für ein nationales Berlin (Vereinigte vaterländische Verbände und Vereine) (MHNB) |
| Kampfbund für Handwerk, Handel und Gewerbe (KHHG)                                                |           |           |           |           |           |           |           |           |           |           |           |           |           |           |           | Kampfbund für Handwerk, Handel und Gewerbe 1 (KHHG)                                              |
| Handel, Handwerk und Gewerbe                                                                     |           |           |           |           |           |           |           |           |           |           |           |           |           |           |           | Kampfbund für Handwerk, Handel und Gewerbe 1 (KHHG)                                              |

## Ergebnis
| Partei (Kürzel)            | Partei (Kürzel)                                                                                       | Ergebnis  | Ergebnis | Ergebnis | Sitze  | Sitze |
| Partei (Kürzel)            | Partei (Kürzel)                                                                                       | Stimmen   | %        | +/−      | Anzahl | +/−   |
| -------------------------- | --- | --------- | -------- | -------- | ------ | ----- |
|                            | Nationalsozialistische Deutsche Arbeiterpartei (Hitlerbewegung) (NSDAP)                               | 984.467   | 38,2     | + 32,4   | 86     | + 73  |
|                            | Sozialdemokratische Partei Deutschlands (SPD)                                                         | 566.001   | 22,0     | – 6,4    | 50     | – 14  |
|                            | Kommunistische Partei Deutschlands (KPD)                                                              | 500.943   | 19,5     | – 5,1    | 44     | – 12  |
|                            | Kampffront Schwarz-Weiß-Rot (KSWR)                                                                    | 311.281   | 12,1     | – 5,5    | 27     | – 13  |
|                            | Deutsche Zentrumspartei (Z)                                                                           | 119.896   | 4,7      | + 1,1    | 11     | + 3   |
|                            | Deutsche Staatspartei (DStP)                                                                          | 52.708    | 2,0      | – 4,0    | 4      | – 10  |
|                            | Deutsche Volkspartei (DVP)                                                                            | 17.773    | 0,7      | – 6,0    | 2      | – 14  |
|                            | Christlich-Sozialer Volksdienst (Evangelische Bewegung) (CSVD)                                        | 14.356    | 0,6      | – 0,7    | 1      | – 2   |
|                            | Kampfbund für Handwerk, Handel und Gewerbe (KHHG)                                                     | 2.262     | 0,1      | –        | –      | –     |
|                            | Freibund des Handwerks, Kleinhandels und Gewerbes (Nationale Mittelstands-Selbsthilfebewegung) (FHKG) | 1.697     | 0,1      | – 0,1    | –      | –     |
|                            | Mit Hindenburg für ein nationales Berlin (Vereinigte vaterländische Verbände und Vereine) (MHNB)      | 855       | 0,0      | –        | –      | –     |
|                            | Einheitsliste der Werktätigen                                                                         | 417       | 0,0      | –        | –      | –     |
|                            | Handel, Handwerk und Gewerbe                                                                          | 243       | 0,0      | –        | –      | –     |
|                            | Radikaldemokratische Partei (RDP)                                                                     | 218       | 0,0      | –        | –      | –     |
|                            | Wehrwolf (Ww.)                                                                                        | 94        | 0,0      | –        | –      | –     |
|                            | Radikalsoziale Partei (RSP)                                                                           | 5         | 0,0      | –        | –      | –     |
| Gültige Stimmen            | Gültige Stimmen                                                                                       | 2.573.216 | 100,0    |          | 225    | ± 0   |
| Ungültige Stimmen          | Ungültige Stimmen                                                                                     | 15.181    | 0,6      | – 0,2    |        |       |
| Wähler und Wahlbeteiligung | Wähler und Wahlbeteiligung                                                                            | 2.588.397 | 75,9     | + 5,6    |        |       |
| Wahlberechtigte            | Wahlberechtigte                                                                                       | 3.409.726 | 100,0    |          |        |       |

## Amtliche Quellen
- Wahlordnung: Bekanntmachung über die Wahlen der Stadtverordneten und Bezirksverordneten in Berlin 1933 In: Amtsblatt der Stadt Berlin. 74. Jahrg. Nr. 8. Berlin 19. Februar 1933, S. 91–92
- Wahlvorschläge: Wahl der Stadtverordneten in Berlin 1933 In: Amtsblatt der Stadt Berlin. 74. Jahrg. Sonderausgabe. Berlin 6. März 1933, S. 151–259
- Gesamtergebnis: Bekanntmachung über die Wahlen der Stadtverordneten und der Bezirksverordneten in Berlin 1933. In: Amtsblatt der Stadt Berlin. 74. Jahrg. Sonderausgabe. Berlin 24. März 1933, S. 297–343
- Stadtverordnetenwahl in Berlin am 12. März 1933. In: Statistisches Jahrbuch der Stadt Berlin 1933. 9. Jahrgang. Berlin 1933, S. 268–269